# Institut Vlatacom
Institut Vlatacom je naučni, istraživačko razvojni institut visokih tehnologija.

## Istorijat
Vlatacom je prvi i jedini privatni tehnički naučni institut u Srbiji. Institut je akreditovalo Ministarstvo prosvete, nauke i tehnološkog razvoja Republike Srbije 2015 godine.
Vlatacom je osnovan u Beogradu 1997. godine kao privatna tehnološka kompanija. Počeo je da se bavi istraživačkom delatnošću 2002. godine. Prvi patenti se registruju već 2005, a Ministarstvo prosvete, nauke i tehnološkog razvoja Republike Srbije je izdalo akreditaciju za razvojno istraživački centar u polju informacione tehnologije, elektronike i telekomunikacija 2011. godine. Osnivač Instituta Vlatacom je Dr Vladimir Cizelj.

## Delatnost
Ključne istraživačke oblasti kojima se bavi institut su: prepoznavanje i procesuiranje signala i slika, kriptologija, mrežni sistemi za odlučivanje i kontrolu, radarski sistemi, identifikacija i autentifikacija, veštačka inteligencija – duboke neuronske mreže. Finansiranje naučno istraživačkog rada institut u obavlja najvećim delom iz sopstvenih sredstava.
U radu instituta izdvojeno mesto zauzima inovativnost i inovativni projekti koji se delimično finansiraju iz sredstava Ministarstva obrazovanja, nauke i tehnološkog razvoja Republike Srbije: razvoj ručnog uređaja za biometrijska dokumenta i kontrolu pasoša, video sistemi za nadgledanje visoke rezolucije, biometrijske kontrole pristupa, stetoskopskog sistema za merenje brzine, sistem biometrijske autentifikacije, rešenja termičkih kamera, pametne video analitike, sistema za čišćenje nepristupačnih kamera za nadgledanje, i automatskih sistema za detekciju saobraćajnih prekršaja.

## Naučna saradnja
Institut Vlatacom učestvuje u brojnim međunarodnim naučno istraživačkim projekatima kao što su FP7 i Horizon 2020 Evropske unije. Saradnja sa univerzitetima se odvija kroz saradnju sa univerzitetskim naučnim institutima, zajedničkim doktorskim studijama i zajedničkim istraživačkim projektima. Najintenzivnija saradnja je sa univerzitetima u Beogradu, Novom Sadu, Oxfordu, Floridi, Barseloni, Minhenu i Brnu.
Naučno istraživački rad Instituta Vlatacom se odvija i kroz tesnu saradnju sa tehnološkim kompanijama Motorola, NEC, Phonexia, Vocapia, Tatille.

## Intelektualna svojina
Institut Vlatacom ima 8 registrovanih patenata, 1 registrovani industrijski dizajn i 14 zaštićenih autorskih dela.

## Naučne publikacije
Institut Vlatacom je objavio 2 internacionalne monografije (M14), 24 internacionalna žurnala (M21, M22, M23, M24), 10 nacionalnih žurnala (M51, M52, M53), i učestvovao na 81 internacionalnoj konferenciji (M31, M33) i 97 nacionalnih konferencija (M61, M63).